# Championnat de Ligue Profesionelle 1
El Championnat de Ligue Profesionelle 1 (en árabe: الرابطة المحترفة الأولى لكرة القدم‎), también conocido como CLP-1, es la máxima categoría del fútbol profesional tunecino. Fue creado en 1907 y es gestionada por la Fédération Tunisienne de Football.
El equipo campeón y el subcampeón obtienen la clasificación a la Liga de Campeones de la CAF, mientras el tercero clasifica a la Copa Confederación de la CAF.

## Historia
El primer campeonato de fútbol en Túnez se disputó de manera no oficial en 1907 con solo cinco clubes: Racing club de Túnez, Football club de Bizerte, Sporting de Ferryville, y dos clubes representantes de instituciones colegiales el Carnot College de Túnez y el Sadiki College. Racing Club ganó el campeonato en 1910, 1911 y 1914, y luego en 1920 y 1921, mientras que el Sporting de Ferryville se coronó en 1912 y 1913.
El campeonato se disputa por primera vez de manera oficial en la temporada 1921-22 con la creación de la Liga Tunecina de Fútbol (LTF) y su afiliación a la Federación Francesa de Fútbol. Hasta 1939, el título de campeón fue disputado en grupos regionales, cuyos ganadores disputaban el título del campeonato. Fue en esta época cuando son fundados los actuales grandes clubes del país: "Espérance Sportive de Tunis" (1919), "Club Africain" (1920), "Etoile Sportive du Sahel" (1925), "Club Athletic Bizertin" y "Club Sportif Sfaxien" (1928).
A partir de la temporada 1946-47, se establece un campeonato de "excelencia" (división nacional) con los mejores clubes del país. Desde 1956 el torneo se disputa bajo el alero de la recién creada Fédération Tunisienne de Football tras obtener Túnez la independencia por parte de Francia el 20 de marzo de 1956.
Durante el periodo comprendido entre 1921 y 1955 el campeón de la Liga Tunecina participó en el Campeonato de África del Norte ("Championnat d'Association de Football Nord-Africain"), junto al campeón de la liga marroquí y a los tres campeones regionales de Argelia.
El equipo más laureado del país es el Espérance Sportive de Tunis, que cuenta con 31 títulos de liga, y ha ganado en cuatro ocasiones la Liga de Campeones de la CAF (1994, 2011, 2018, 2018-19), el torneo más importante del fútbol africano. Sin embargo, otros dos equipos tunecinos comparten este honor con el Espérance, el Étoile du Sahel (2007) y el Club Africain (1991).

## Clubes 2024/25
| Club                         | Ciudad      | Estadio                     | Capacidad |
| ---------------------------- | ----------- | --------------------------- | --------- |
| AS Gabés                     | Gabes       | Stade Olympique de Gabès    | 10,000    |
| AS Soliman                   | Soliman     | Stade municipal de Soliman  | 3,000     |
| Club Africain                | Tunis       | Stade Olympique de Radès    | 65,000    |
| CA Bizertin                  | Bizerte     | Stade 15 Octobre            | 20,000    |
| CS Sfaxien                   | Sfax        | Stade Taïeb Mhiri           | 22,000    |
| EGS Gafsa                    | Gafsa       | Stade Olympique de Gafsa    | 7,000     |
| ES Métlaoui                  | Métlaoui    | Stade Municipal de Métlaoui | 6,000     |
| Espérance Sportive de Tunis  | Túnez       | Stade Olympique de Radès    | 65,000    |
| Étoile Sportive du Sahel     | Sousse      | Stade Olympique de Sousse   | 28,000    |
| Espérance Sportive de Zarzis | Zarzis      | Stade Abdessalam Kazouz     | 7,000     |
| JS El Omrane                 | Túnez       | Complexe Tayeb Ben Ammar    | 2,000     |
| Olympique Béja               | Béja        | Boujemaa Kmiti Stadium      | 10,000    |
| Stade Tunisien               | Túnez       | Stade Chedli Zouiten        | 45,000    |
| US Ben Guerdane              | Ben Gardane | Stade du 7 Mars             | 10,000    |
| US Monastir                  | Monastir    | Stade Mustapha Ben Jannet   | 25,000    |
| US Tataouine                 | Tataouine   | Stade Nejib Khattab         | 5,000     |

## Historial

### Antes de la Independencia
| - 1907-09 : Racing Club (Tunis) - 1910-21 : Desconocido - 1921-22 : Racing Club (Tunis) - 1922-23 : Stade Gaulois - 1923-24 : Stade Gaulois - 1924-25 : Racing Club (Tunis) (3) - 1925-26 : Sporting Club Tunis - 1926-27 : Stade Gaulois (3) - 1927-28 : Sporting Club Tunis (2) - 1928-29 : Avant Garde (1) - 1929-30 : US Tunisienne - 1930-31 : US Tunisienne | - 1931-32 : Italia de Tunis - 1932-33 : US Tunisienne (3) - 1933-34 : Sfax Railway Sports - 1934-35 : Italia de Tunis - 1935-36 : Italia de Tunis - 1936-37 : Italia de Tunis (3) - 1937-38 : Savoia de La Goulette (1) - 1938-39 : CS Gabésien (1) - 1939-40 : Sin competición - 1940-41 : Sin competición - 1941-42 : Espérance de Tunis - 1942-43 : Sin competición | - 1943-44 : Sin competición - 1944-45 : CA Bizertin - 1945-46 : CA Bizertin - 1946-47 : Club Africain - 1947-48 : Club Africain - 1948-49 : CA Bizertin - 1949-50 : Étoile du Sahel - 1950-51 : CS Hammam-Lif - 1951-52 : Sin competición - 1952-53 : Sfax Railway Sports - 1953-54 : CS Hammam-Lif - 1954-55 : CS Hammam-Lif |

### Tras la Independencia
- Campeón y Subcampeón de la Liga Profesional desde la Independencia.
| Temporada | Campeón                 | Subcampeón           | Máximo Goleador                                    | Club                                       | Goles |
| --------- | ----------------------- | -------------------- | -------------------------------------------------- | ------------------------------------------ | ----- |
| 1955-56   | CS Hammam-Lif (4)       | Étoile du Sahel      | Habib Mougou                                       | Étoile du Sahel                            | 25    |
| 1956-57   | Stade Tunisien          | Espérance de Tunis   | Brahim Ben Miled                                   | JS Métouienne                              | 20    |
| 1957-58   | Étoile du Sahel         | Espérance de Tunis   | Habib Mougou Boubaker Haddad                       | Étoile du Sahel CA Bizertin                | 28    |
| 1958-59   | Espérance de Tunis      | Étoile du Sahel      | Abdelmajid Tlemçani                                | Espérance de Tunis                         | 32    |
| 1959-60   | Espérance de Tunis      | Stade Tunisien       | Abdelmajid Tlemçani                                | Espérance de Tunis                         | 22    |
| 1960-61   | Stade Tunisien          | Espérance de Tunis   | Ammar Merrichkou                                   | AS La Marsa                                | 18    |
| 1961-62   | Stade Tunisien          | Stade Soussien       | Chedly Laaouini                                    | Espérance de Tunis                         | 16    |
| 1962-63   | Étoile du Sahel         | Stade Tunisien       | Mokhtar Chelbi                                     | AS La Marsa                                | 16    |
| 1963-64   | Club Africain           | Espérance de Tunis   | Mongi Dalhoum                                      | CS Sfaxien                                 | 15    |
| 1964-65   | Stade Tunisien (4)      | Club Africain        | Mohamed Salah Jedidi                               | Club Africain                              | 17    |
| 1965-66   | Étoile du Sahel         | CS Sfaxien           | Mongi Dalhoum                                      | CS Sfaxien                                 | 18    |
| 1966-67   | Club Africain           | Étoile du Sahel      | Abdelwahab Lahmar                                  | Stade Tunisien                             | 14    |
| 1967-68   | Sfax Railway Sports (3) | Club Africain        | Kamel Henia                                        | CS Hammam-Lif                              | 10    |
| 1968-69   | CS Sfaxien              | Club Africain        | Mohamed Salah Jedidi                               | Club Africain                              | 17    |
| 1969-70   | Espérance de Tunis      | Club Africain        | Othman Jenayah                                     | Étoile du Sahel                            | 17    |
| 1970-71   | CS Sfaxien              | Club Africain        | Abdesselam Adhouma                                 | Étoile du Sahel                            | 24    |
| 1971-72   | Étoile du Sahel         | Club Africain        | Moncef Khouini                                     | Club Africain                              | 12    |
| 1972-73   | Club Africain           | Étoile du Sahel      | Ezzedine Chakroun                                  | Sfax Railways Sports                       | 23    |
| 1973-74   | Club Africain           | Espérance de Tunis   | Abdesselam Adhouma                                 | Étoile du Sahel                            | 16    |
| 1974-75   | Espérance de Tunis      | Club Africain        | Zoubeir Boughnia                                   | Espérance de Tunis                         | 24    |
| 1975-76   | Espérance de Tunis      | Étoile du Sahel      | Raouf Ben Aziza                                    | Étoile du Sahel                            | 20    |
| 1976-77   | JS Kairouan (1)         | Club Africain        | Moncef Ouada                                       | JS Kairouan                                | 16    |
| 1977-78   | CS Sfaxien              | Club Africain        | Raouf Ben Aziza                                    | Étoile du Sahel                            | 20    |
| 1978-79   | Club Africain           | Stade Tunisien       | Mahmoud Tebourski                                  | Olympique du Kef                           | 13    |
| 1979-80   | Club Africain           | Espérance de Tunis   | Hédi Bayari                                        | Club Africain                              | 14    |
| 1980-81   | CS Sfaxien              | Club Africain        | Habib Gasmi                                        | Club Africain                              | 16    |
| 1981-82   | Espérance de Tunis      | Club Africain        | Riadh El Fahem                                     | Espérance de Tunis                         | 13    |
| 1982-83   | CS Sfaxien              | Club Africain        | Hédi Bayari                                        | Club Africain                              | 17    |
| 1983-84   | CA Bizertin (4)         | Stade Tunisien       | Hédi Bayari                                        | Club Africain                              | 12    |
| 1984-85   | Espérance de Tunis      | Club Africain        | Faouzi Henchiri                                    | Olympique Transports                       | 9     |
| 1985-86   | Étoile du Sahel         | Espérance de Tunis   | Nabil Tasco                                        | CS Hammam-Lif                              | 12    |
| 1986-87   | Étoile du Sahel         | Club Africain        | Adnène Laajili                                     | US Monastir                                | 14    |
| 1987-88   | Espérance de Tunis      | Olympique Transports | Nabil Maâloul                                      | Espérance de Tunis                         | 14    |
| 1988-89   | Espérance de Tunis      | Club Africain        | Abdelhamid Hergal                                  | Stade Tunisien                             | 15    |
| 1989-90   | Club Africain           | Espérance de Tunis   | Faouzi Rouissi                                     | Club Africain                              | 18    |
| 1990-91   | Espérance de Tunis      | Club Africain        | Othman Chehaibi                                    | JS Kairouan                                | 19    |
| 1991-92   | Club Africain           | CA Bizertin          | Hechmi Sassi Amor Ben Tahar                        | Stade Tunisien OC Kerkennah                | 14    |
| 1992-93   | Espérance de Tunis      | JS Kairouan          | Abdelkader Belhassen Kenneth Malitoli              | CA Bizertin Espérance de Tunis             | 18    |
| 1993-94   | Espérance de Tunis      | Étoile du Sahel      | Kenneth Malitoli                                   | Espérance de Tunis                         | 14    |
| 1994-95   | CS Sfaxien              | Espérance de Tunis   | Belhassen Aloui                                    | CS Hammam-Lif                              | 18    |
| 1995-96   | Club Africain           | Étoile du Sahel      | Sami Touati                                        | Club Africain                              | 17    |
| 1996-97   | Étoile du Sahel         | Espérance de Tunis   | Sami Laaroussi                                     | Espérance de Tunis                         | 14    |
| 1997-98   | Espérance de Tunis      | Club Africain        | Abdelkader Belhassen Zied Tlemçani                 | CA Bizertin Espérance de Tunis             | 15    |
| 1998-99   | Espérance de Tunis      | CA Bizertin          | Francileudo Santos                                 | Étoile du Sahel                            | 14    |
| 1999-00   | Espérance de Tunis      | Étoile du Sahel      | Ali Zitouni                                        | Espérance de Tunis                         | 19    |
| 2000-01   | Espérance de Tunis      | Étoile du Sahel      | Oussama Sellami                                    | Stade Tunisien                             | 11    |
| 2001-02   | Espérance de Tunis      | Étoile du Sahel      | Kandia Traoré                                      | Espérance de Tunis                         | 13    |
| 2002-03   | Espérance de Tunis      | Étoile du Sahel      | Mohamed Selliti                                    | Stade Tunisien                             | 12    |
| 2003-04   | Espérance de Tunis      | Étoile du Sahel      | Haykel Guemamdia                                   | CS Sfaxien                                 | 10    |
| 2004-05   | CS Sfaxien              | Étoile du Sahel      | Haykel Guemamdia                                   | CS Sfaxien                                 | 12    |
| 2005-06   | Espérance de Tunis      | Étoile du Sahel      | Amine Ltaïef                                       | Espérance de Tunis                         | 16    |
| 2006-07   | Étoile du Sahel         | Club Africain        | Tarek Ziadi                                        | CS Sfaxien                                 | 13    |
| 2007-08   | Club Africain           | Étoile du Sahel      | Wissem Ben Yahia                                   | Club Africain                              | 10    |
| 2008-09   | Espérance de Tunis      | Club Africain        | Michael Eneramo                                    | Espérance de Tunis                         | 18    |
| 2009-10   | Espérance de Tunis      | Club Africain        | Michael Eneramo                                    | Espérance de Tunis                         | 13    |
| 2010-11   | Espérance de Tunis      | Étoile du Sahel      | Ahmed Akaichi                                      | Étoile du Sahel                            | 14    |
| 2011-12   | Espérance de Tunis      | CA Bizertin          | Youssef Msakni                                     | Espérance de Tunis                         | 17    |
| 2012-13   | CS Sfaxien (8)          | Espérance de Tunis   | Abdelmoumene Djabou Haythem Jouini                 | Club Africain Espérance de Tunis           | 8     |
| 2013-14   | Espérance de Tunis      | CS Sfaxien           | Baghdad Bounedjah                                  | Étoile du Sahel                            | 14    |
| 2014-15   | Club Africain (13)      | Étoile du Sahel      | Saber Khalifa                                      | Club Africain                              | 15    |
| 2015-16   | Étoile du Sahel         | Espérance de Tunis   | Ali Maâloul                                        | CS Sfaxien                                 | 16    |
| 2016-17   | Espérance de Tunis      | Étoile du Sahel      | Taha Yassine Khenissi                              | Espérance de Tunis                         | 13    |
| 2017-18   | Espérance de Tunis      | Club Africain        | Alaeddine Marzouki                                 | CS Sfaxien                                 | 10    |
| 2018-19   | Espérance de Tunis      | Étoile du Sahel      | Taha Yassine Khenissi Firas Chaouat                | Espérance de Tunis CS Sfaxien              | 10    |
| 2019-20   | Espérance de Tunis      | CS Sfaxien           | Anthony Okpotu                                     | US Monastir                                | 13    |
| 2020-21   | Espérance de Tunis      | Étoile du Sahel      | Aymen Sfaxi                                        | Étoile du Sahel                            | 9     |
| 2021-22   | Espérance de Tunis (32) | US Monastir          | Mohamed Ali Ben Hammouda                           | AS Soliman / Espérance de Tunis            | 10    |
| 2022-23   | Étoile du Sahel (11)    | Espérance de Tunis   | Rafik Kamergi                                      | US Ben Guerdane                            | 14    |
| 2023-24   | Espérance de Tunis (33) | US Monastir          | Boubacar Traoré Taieb Ben Zitoun Rodrigo Rodrigues | US Monastir CA Bizertin Espérance de Tunis | 10    |
| 2024-25   | Espérance de Tunis (34) | US Monastir          | Firas Chaouat                                      | Étoile du Sahel                            | 17    |

## Títulos por club
- Listado de campeones desde 1909:

| Club                     | Ciudad      | Títulos | Subtítulos | Años campeón |
| ------------------------ | ----------- | ------- | ---------- | --- |
| Espérance de Tunis       | Tunis       | 34      | 13         | 1942, 1959, 1960, 1970, 1975, 1976, 1982, 1985, 1988, 1989, 1991, 1993, 1994, 1998, 1999, 2000, 2001, 2002, 2003, 2004, 2006, 2009, 2010, 2011, 2012, 2014, 2017, 2018, 2019, 2020, 2021, 2022, 2024, 2025 |
| Club Africain            | Tunis       | 13      | 21         | 1947, 1948, 1964, 1967, 1973, 1974, 1979, 1980, 1990, 1992, 1996, 2008, 2015 |
| Étoile du Sahel          | Sousse      | 11      | 20         | 1950, 1958, 1963, 1966, 1972, 1986, 1987, 1997, 2007, 2016, 2023 |
| CS Sfaxien               | Sfax        | 8       | 3          | 1969, 1971, 1978, 1981, 1983, 1995, 2005, 2013 |
| Stade Tunisien           | Tunis       | 4       | 4          | 1957, 1961, 1962, 1965 |
| CA Bizertin              | Bizerte     | 4       | 3          | 1945, 1946, 1949, 1984 |
| Hammam-Lif               | Hammam-Lif  | 4       | -          | 1951, 1954, 1955, 1956 |
| Racing Club de Tunis †   | Tunis       | 3       | -          | 1907, 1922, 1925 |
| Stade Gaulois de Tunis † | Tunis       | 3       | -          | 1923, 1924, 1927 |
| U. S. Tunisienne †       | Tunis       | 3       | -          | 1930, 1931, 1933 |
| Italia de Tunis †        | Tunis       | 3       | -          | 1935, 1936, 1937 |
| Sfax Railways Sports     | Sfax        | 3       | -          | 1934, 1953, 1968 |
| Sporting Club de Tunis † | Tunis       | 2       | -          | 1926, 1928 |
| JS Kairouan              | Kairouan    | 1       | 1          | 1977 |
| Avant Garde de Tunis †   | Tunis       | 1       | -          | 1929 |
| Savoia de la Goulette †  | La Goulette | 1       | -          | 1938 |
| Club Sportif Gabésien †  | Gabès       | 1       | -          | 1939 |

- † Equipo desaparecido.

## Clasificación histórica
Desde la temporada 1955-56 tiene la tabla histórica contabiliza 2 puntos por victoria, 1 por empate y 0 al perdedor. Hoy se contabiliza 3 puntos por victoria; el empate y la derrota se mantienen con 1 y 0.
Actualizado de 13 de Septiembre de 2020. Actualizado hasta la finalizada temporada 2019-20.
| Pos. | Club                               | Temporadas | J    | G   | E   | P   | Pts  | Actualmente        | Títulos |
| ---- | ---------------------------------- | ---------- | ---- | --- | --- | --- | ---- | ------------------ | ------- |
| 1    | Espérance Sportive de Tunis        | 64         | 1630 | 926 | 449 | 255 | 3227 | Liga Profesional   | 30      |
| 2    | Étoile Sportive du Sahel           | 63         | 1590 | 831 | 454 | 305 | 2947 | Liga Profesional   | 10      |
| 3    | Club Africain                      | 65         | 1636 | 805 | 515 | 316 | 2924 | Liga Profesional   | 13      |
| 4    | Club Sportif Sfaxien               | 65         | 1636 | 681 | 524 | 431 | 2567 | Liga Profesional   | 8       |
| 5    | Stade Tunisien                     | 64         | 1606 | 601 | 493 | 512 | 2293 | Liga Profesional   | 4       |
| 6    | Club Athlétique Bizertin           | 63         | 1586 | 590 | 512 | 538 | 2109 | Liga Profesional   | 4       |
| 7    | Club Sportif de Hammam-Lif         | 57         | 1462 | 437 | 445 | 590 | 1756 | Liga Profesional 2 | 4       |
| 8    | Avenidr Sportif de La Marsa        | 53         | 1362 | 434 | 431 | 497 | 1733 | Liga Profesional 3 |         |
| 9    | Union Sportive Monastirienne       | 45         | 1130 | 294 | 402 | 434 | 1284 | Liga Profesional   |         |
| 10   | JS Kairouan                        | 34         | 1014 | 310 | 310 | 394 | 1249 | Liga Profesional   | 1       |
| 11   | Sfax Railways Sport                | 34         | 854  | 257 | 287 | 310 | 1058 | Liga Profesional 2 | 3       |
| 12   | Club Olympique des Transports      | 28         | 708  | 205 | 226 | 277 | 841  | Liga Profesional 3 |         |
| 13   | Olympique de Béjà                  | 29         | 690  | 190 | 216 | 284 | 792  | Liga Profesional   |         |
| 14   | Espérance Sportive de Zarzis       | 22         | 560  | 136 | 180 | 244 | 588  | Liga Profesional 2 |         |
| 15   | Stade Gabésien                     | 15         | 384  | 90  | 111 | 183 | 378  | Liga Profesional 2 |         |
| 16   | EGS Gafsa                          | 12         | 316  | 82  | 104 | 130 | 350  | Liga Profesional 2 |         |
| 17   | Océano Club de Kerkennah           | 13         | 338  | 73  | 113 | 152 | 332  | Liga Profesional 3 |         |
| 18   | Olympique du Kef                   | 13         | 327  | 72  | 91  | 164 | 307  | Liga Profesional 3 |         |
| 19   | Stade Soussien                     | 12         | 282  | 74  | 80  | 128 | 302  | Liga Amateur       |         |
| 20   | Union Sportive Tunisien            | 10         | 236  | 75  | 69  | 92  | 294  | Desaparecido       | 3       |
| 21   | El Makarem de Mahdia               | 9          | 222  | 48  | 75  | 99  | 219  | Liga Profesional 3 |         |
| 22   | Club Sportif des Cheminots         | 9          | 228  | 47  | 71  | 110 | 212  | Liga Amateur       |         |
| 23   | AS Gabès                           | 9          | 218  | 45  | 60  | 113 | 195  | Liga Profesional 2 |         |
| 24   | AS Kasserine                       | 7          | 186  | 46  | 49  | 91  | 187  | Liga Profesional 3 |         |
| 25   | ES Métlaoui                        | 5          | 130  | 45  | 34  | 53  | 169  | Liga Profesional   |         |
| 26   | US Ben Guerdane                    | 5          | 130  | 39  | 39  | 54  | 156  | Liga Profesional   |         |
| 27   | Union Sportive Maghrébine          | 7          | 172  | 37  | 44  | 91  | 155  | Desaparecido       |         |
| 28   | Stade Sportif Sfaxien              | 7          | 182  | 33  | 48  | 101 | 147  | Liga Profesional 2 |         |
| 29   | ES Hammam-Sousse                   | 5          | 148  | 31  | 51  | 66  | 144  | Liga Profesional 2 |         |
| 30   | Stade Africain de Menzel Bourguiba | 5          | 124  | 35  | 22  | 67  | 127  | Liga Profesional 3 |         |
| 31   | Jeunesse Sportive Métouienne       | 4          | 100  | 26  | 36  | 38  | 114  | Desaparecido       |         |
| 32   | Stade Populaire                    | 4          | 98   | 26  | 29  | 43  | 107  | Desaparecido       |         |
| 33   | Étoile Sportive de Béni Khalled    | 5          | 132  | 21  | 34  | 77  | 97   | Liga Profesional 3 |         |
| 34   | CO Médenine                        | 4          | 76   | 20  | 26  | 60  | 84   | Liga Profesional 2 |         |
| 35   | US Tataouine                       | 4          | 80   | 17  | 32  | 31  | 83   | Liga Profesional   |         |
| 36   | Étoile Olympique La Goulette Kram  | 3          | 78   | 17  | 28  | 33  | 79   | Liga Amateur       |         |
| 37   | El Ahly Mateur                     | 4          | 88   | 19  | 15  | 54  | 72   | Liga Amateur       |         |
| 38   | Jendouba Sport                     | 3          | 78   | 14  | 30  | 34  | 72   | Liga Profesional 2 |         |
| 39   | Patrie Football Club Bizertin      | 3          | 72   | 14  | 14  | 44  | 56   | Desaparecido       |         |
| 40   | Association Sportive de Djerba     | 3          | 74   | 14  | 12  | 48  | 54   | Liga Profesional 2 |         |
| 41   | EO Sidi Bouzid                     | 2          | 58   | 14  | 6   | 38  | 48   | Liga Profesional 2 |         |
| 42   | Avenir Sportif Oued Ellil          | 2          | 52   | 12  | 11  | 29  | 47   | Liga Profesional 2 |         |
| 43   | Association Mégrine Sport          | 2          | 52   | 9   | 16  | 27  | 43   | Liga Amateur       |         |
| 44   | Grombalia Sports                   | 2          | 56   | 8   | 14  | 34  | 38   | Liga Profesional 3 |         |
| 45   | CS Chebba                          | 2          | 26   | 7   | 9   | 10  | 30   | Excluido           |         |
| 46   | LPST Tozeur                        | 1          | 30   | 6   | 11  | 13  | 29   | Liga Amateur       |         |
| 47   | AS Soliman                         | 2          | 26   | 8   | 4   | 14  | 28   | Liga Profesional   |         |
| 48   | Patriote de Sousse                 | 2          | 48   | 4   | 11  | 33  | 23   | Desaparecido       |         |
| 49   | Club Sportif de Menzel Bouzelfa    | 1          | 26   | 3   | 13  | 10  | 22   | Liga Profesional 2 |         |
| 50   | STIA Sousse                        | 1          | 26   | 5   | 7   | 14  | 22   | Desaparecido       |         |
| 51   | Association Sportive d' Ariana     | 1          | 26   | 5   | 6   | 15  | 21   | Liga Profesional 3 |         |
| 52   | Club Sportif de Korba              | 1          | 26   | 3   | 6   | 17  | 15   | Liga Profesional 3 |         |
| 53   | Football Club de Jérissa           | 1          | 24   | 3   | 5   | 16  | 14   | Liga Amateur       |         |
| 54   | AS Rejiche                         | 1          | 0    | 0   | 0   | 0   | 0    | Liga Profesional   |         |